# The Stranger (álbum)
The Stranger é o quinto álbum de estúdio do músico Billy Joel, lançado em 1977. Enquanto os álbuns anteriores tiverem um sucesso moderado, este foi um grande sucesso, passando seis semanas na segunda posição nos Estados Unidos. Este álbum está na lista dos 200 álbuns definitivos no Rock and Roll Hall of Fame

## História

### Músicas
"The Stranger" contém nove músicas, muitas destas são agora consideradas clássicos de Joel. "Movin' Out", "She's Always a Woman", "Just the Way You Are", "Scenes From an Italian Restaurant", "Everybody Has A Dream", "Only The Good Die Young" e "The Stranger".
Quantro singles pararam na lista da Billboard "Hot 100": "Just The Way You Are", (#3), "Movin' Out" (#17), "She's Always a Woman", (#17), e "Only The Good Die Young" (#24).

### Lançamento e Reação
Muito do sucesso do álbum é atribuído a colaboração de Joel com o produtor Phil Ramone, que inovou a produção e metódos de complementação de músicas de Joel. Singles lançados do álbum incluem "Just the Way You Are" (que ganhou o Grammy por Gravação do Ano), a balada acústica "She's Always a Woman" e "Movin' Out (Anthony's Song), que depois irá receber o nome de um aclamado músical na Broadway baseado nas músicas de Billy Joel.
O álbum alcançou a posição em 2003 de número 67 na revista Rolling Stone da lista dos "500 melhores álbuns de todo o tempo".

## Faixas
1. "Movin' Out (Anthony's Song)" – 3:30
2. "The Stranger" – 5:10
3. "Just the Way You Are" – 4:52
4. "Scenes from an Italian Restaurant" – 7:37
5. "Vienna" – 3:34
6. "Only the Good Die Young" – 3:55
7. "She's Always a Woman" – 3:21
8. "Get It Right the First Time" – 3:57
9. "Everybody Has a Dream" – 6:38

### Live At Carnegie Hall, June 3, 1977 CD
1. "Miami 2017 (Seen The Lights Go Out On Broadway)" - 5:11
2. "Prelude/Angry Young Man" - 6:05
3. "New York State of Mind" - 8:20
4. "Just the Way You Are" - 4:56
5. "She's Got a Way" - 3:32
6. "The Entertainer" - 6:09
7. "Scenes from an Italian Restaurant" - 7:35
8. "Band Introductions" - 2:02
9. "Captain Jack" - 6:51
10. "I've Loved These Days" - 4:29
11. "Say Goodbye to Hollywood" - 6:45
12. "Souvenir" - 2:09

### DVD Edição de Aniversário de 30 anos
- Live Promotional Videos, 1977

1. "The Stranger"
2. "Just the Way You Are"

- The Old Grey Whistle Test on BBC 1 (First transmitted 14 March 1978)

1. "Intro"
2. "Miami 2017 (Seen The Lights Go Out On Broadway)"
3. "Movin' Out (Anthony's Song)"
4. "New York State of Mind"
5. "The Entertainer"
6. "She's Always a Woman to Me"
7. "Root Beer Rag"
8. "Just the Way You Are"
9. "Only the Good Die Young"
10. "Souvenir"
11. "Ain't No Crime"

- 30 Minute Making of The Stranger Documentary

### Músicas bônus à venda online
1. "Prelude/Angry Young Man" (Live Version) (Version 2) (iTunes Album Only Exclusive Track) - 5:03
2. "She's Got a Way" (Live Version) (Version 2) - (AmazonMP3 Exclusive Track) 3:42

## Integrantes
- Billy Joel – Piano Acústico, Vocal, Teclado elétrico, Sintetizadores
- Doug Stegmeyer – Baixo, Guitarra
- Liberty DeVitto – Bateria
- Richie Cannata – Tenor e soprano saxofone, clarinete, flauta, órgão
- Steve Khan
- Hiram Bullock – Guitarra Elétrica
- Patrick Williams – Orquestração
- Ralph MacDonald – Percussão em "The Stranger", "Just the Way You Are", "Get It Right The First Time" e "Everybody Has A Dream"
- Hugh McCracken – Violão em "Just the Way You Are", "Scenes from an Italian Restaurant", "She's Always A Woman", "Get It Right The First Time" e "Everybody Has A Dream"
- Steve Burgh – Violão em "Just the Way You Are" e "She's Always A Woman"; Guitarra Elétrica em "Scenes from an Italian Restaurant"
- Phil Woods – Sax alto em "Just the Way You Are"
- Dominic Cortese – Acordeon em "Scenes from an Italian Restaurant" e "Vienna"
- Richard Tee – Órgão "Everybody Has A Dream"

## Posição nas paradas

### Álbuns
| Ano  | País           | Chart                            | Posição | Semanas | Certificação | Vendas      |
| ---- | -------------- | -------------------------------- | ------- | ------- | ------------ | ----------- |
| 1978 | Estados Unidos | The Billboard Pop Álbuns         | 2       | 137     | Diamond      | 10,000,000+ |
| 1978 | Austrália      | Kent Music Report                | 2       |         |              |             |
| 1978 | Japão          | Oricon Weekly LP Chart (Top 100) | 3       | 75      |              | 370,000+    |
| 1978 | Inglaterra     | UK Albums Chart                  | 24      | 40      | Gold         | 100,000+    |

#### 30th Anniversary Edition
| Ano  | País  | Chart                                | Posição | Venda  |
| ---- | ----- | ------------------------------------ | ------- | ------ |
| 2008 | Japão | Oricon Weekly Albums Chart (Top 100) | 28      | 6,000+ |

### Singles
| Ano  | País             | Single                        | Chart                 | Posição |
| ---- | ---------------- | ----------------------------- | --------------------- | ------- |
| 1978 | América do Norte | "Just the Way You Are"        | The Billboard Hot 100 | 3       |
| 1978 | América do Norte | "Just the Way You Are"        | Billboard AC          | 1       |
| 1978 | United Kingdom   | "Just the Way You Are"        | UK Singles Chart      | 19      |
| 1978 | América do Norte | "Movin' Out (Anthony's Song)" | The Billboard Hot 100 | 17      |
| 1978 | América do Norte | "Movin' Out (Anthony's Song)" | Billboard AC          | 40      |
| 1978 | Inglaterra       | "Movin' Out (Anthony's Song)" | UK Singles Chart      | 35      |
| 1978 | América do Norte | "Only the Good Die Young"     | The Billboard Hot 100 | 24      |
| 1978 | América do Norte | "She's Always a Woman"        | The Billboard Hot 100 | 17      |
| 1978 | Japão            | "The Stranger"                | Oricon Weekly         | 2       |

## Prêmios
Grammy Awards
| Ano  | Vencedor             | Categoria       |
| ---- | -------------------- | --------------- |
| 1978 | Just the Way You Are | Gravação do Ano |

## Lançamentos
| Mídia                                    | Data de lançamento  | Publisher           | Número de catálogo |
| ---------------------------------------- | ------------------- | ------------------- | ------------------ |
| Vinyl LP                                 | 09/1977             | Columbia            | JC 34987           |
| Vinil LP Lançamento Australiano          | 1977                | Columbia (CBS Inc.) | SBP 237057         |
| Cassette                                 | 1990                | Columbia            | JCT 34987          |
| CD                                       | 1990                | Columbia            | CK-34987           |
| CD Remasterizado                         | 10/20/1998          | Columbia            | CK 69384           |
| Superior Áudio CD                        | 07/31/2001          | Sony                | CS 69384           |
| 2CD Legacy Edition                       | 7 de agosto de 2008 | Columbia/Legacy     |                    |
| 2CD/DVD Edição de aniversário de 30 anos | 7 de agosto de 2008 | Columbia/Legacy     | 88697 30801 2      |